# Heinrich Hössli
Heinrich Hössli ou Hößli ou Hösli (né le 6 août 1784 à Glaris, mort le 24 décembre 1864 à Winterthour) est un chapelier et un écrivain suisse. Son livre Éros. L'amour entre hommes des Grecs (Eros. Die Männerliebe der Griechen), paru en deux volumes en 1836-1838, se consacre aux relations entre personnes du même sexe en Grèce antique et aux époques plus récentes, et a été l'un des premiers ouvrages du XIXe siècle à réhabiliter l'amour entre hommes.

## Œuvres
- Eros, Die Männerliebe der Griechen, ihre Beziehungen zur Geschichte, Erziehung, Literatur und Gesetzgebung aller Zeiten (vol. 1: Glarus, 1836 ; vol. 2: Sankt Gallen, 1838), réimprimé à Berlin, Verlag rosa Winkel, 1998, vol. 1:  (ISBN 3-86149-056-0), vol. 2:  (ISBN 3-86149-057-9) ; vol. 3 : Materialien zu Heinrich Hössli, avant-propos de Manfred Herzer, notice biographique de Ferdinand Karsch-Haack et la novella Der Eros de Heinrich Zschokke, (ISBN 3-86149-058-7).
- (posthume) Hexenprozeß- und Glauben, Pfaffen und Teufel, Leipzig, 1892, 80 pages.